# Copenhagen Masters 2006
Das Copenhagen Masters 2006 im Badminton war die 14. Auflage dieser Turnierserie. Es fand in Kopenhagen vom 27. bis 29. Dezember 2006 statt. Das Preisgeld betrug 320.000 Dänische Kronen.

## Finalergebnisse
| Disziplin    | Sieger                              | Finalist                   | Ergebnis    |
| ------------ | ----------------------------------- | -------------------------- | ----------- |
| Herreneinzel | Peter Gade                          | Kenneth Jonassen           | 21:16 21:19 |
| Herrendoppel | Fu Haifeng Cai Yun                  | Joko Riyadi Hendra Gunawan | 21:11 21:15 |
| Mixed        | Thomas Laybourn Kamilla Rytter Juhl | Nathan Robertson Gail Emms | 21:16 21:17 |